# Logiciel de bridge
À l'instar des autres jeux de réflexion, le bridge a donné lieu au développement de nombreux logiciels de bridge. Internet a donné un second souffle à l'informatisation du jeu.
La plupart des programmes de bridge n'ont pas encore atteint le niveau des programmes d'échecs. Ce   retard s'explique par deux raisons principales :
- l’élément de hasard dans la distribution des cartes
- l'existence d'éléments cachés

## Fonctions
Les programmes de bridge remplissent plusieurs fonctions et peuvent être classés en 2 familles :
- Les superviseurs : les logiciels se contentent d'afficher les mains, de contrôler la correction du jeu et de comptabiliser les scores. Ce type de produits se trouve essentiellement sur Internet et permet à des joueurs humains de bridger en ligne, entre eux.
- Les joueurs : Ces programmes permettent de jouer seul et sont classés en 3 catégories :
  - les logiciels de Type I : ce sont des joueurs de donnes aléatoires et la machine "joue", ou plus exactement, compte tenu de son niveau généralement médiocre, essaye de jouer.
  - les logiciels de Type II : ce sont des joueurs de donnes choisies, pour leur intérêt stratégique ou pédagogique. Le jeu est "muet", sans correction ni animation.
  - les logiciels de Type III : ce sont des joueurs/professeurs de donnes choisies. Le jeu est interactif et commenté par un professeur qui amène progressivement le joueur à trouver lui-même la solution.

## Championnats
Des championnats internationaux confrontant les meilleurs logiciels sont régulièrement organisés.
Le 20e  (dernier en date) a eu lieu en septembre 2016 à Wroclaw (Pologne).
Voir le lien externe ci-dessus (en anglais) pour des renseignements plus détaillés sur la forme du championnat, les prétendants, l'historique de la compétition, etc.

### Les logicielschampions du monde
- 1997 : Bridge Baron
- 1998 : GIB
- 1999 : GIB
- 2000 : Meadowlark Bridge
- 2001 : Jack
- 2002 : Jack
- 2003 : Jack
- 2004 : Jack
- 2005 : Wbridge5
- 2006 : Jack
- 2007 : Wbridge5
- 2008 : Wbridge5
- 2009 : Jack
- 2010 : Jack
- 2011 : Shark Bridge
- 2012 : Jack
- 2013 : Jack
- 2014 : Shark Bridge
- 2015 : Jack
- 2016 : Wbridge5
- 2017 : Wbridge5
- 2018 : Wbridge5
- 2019 : Micro Bridge[1]
- 2020 : le championnat a été annulé
- 2021 : le championnat a été annulé

## Bridge et intelligence artificielle
La question récurrente de la programmation des jeux est de choisir entre une approche « quantitative » ou une approche « qualitative ». Les deux approches concurrentes ont chacune leurs adeptes. Mais la plupart des programmes actuels de bridge semblent fonctionner en mode « force brute » si ce n'est le logiciel de will-bridge développé dans les années 80 en Intelligence Artificielle et utilisant l'IA analogique des Systèmes Experts et l'IA hybride.

### Approche quantitative
Dans l'approche quantitative, on privilégie la capacité de calcul (vitesse, mémoire) des ordinateurs pour résoudre les problèmes posés.

### Approche qualitative
Dans cette approche, on privilégie l'intelligence artificielle, autrement dit, on essaie de simuler sur l'ordinateur la réflexion d'un joueur humain.
- Sabrina : un logiciel libre développé selon ce principe[réf. souhaitée]
- Will-Bridge : les exigences que doivent respecter les logiciels d'Intelligence Artificielle appliquée au Bridge[2].

### Logiciels gratuits
- JcBridge (logiciel libre et gratuit fonctionnant sous Linux, Windows et Android)
- Sabrina
- WBridge5
- Initiation
- FunBridge
- Initiation rapide au bridge
- Will-Bridge

### Logiciels payants
- Bridge Baron
- Jack
- GOTO Bridge
- Will-Bridge
- ASPROB - Portail du bridge